# 弓木大和
弓木 大和（ゆみき やまと、2002年〈平成14年〉9月17日 - ）は、日本の俳優である。
京都府京都市出身。
スターダストプロモーション制作1部に所属していたが、2025年04月08日に退所。

## 人物
- 2015年に行われた第3回芸能1部モデルオーディションに合格し、EBiDAN OSAKAのメンバーとして活動。当時のオーディションではエアリフティングを披露[2]。
- 趣味は映画鑑賞・読書・ガチャガチャ・サッカー・筋トレ・料理、特技はサッカー・陸上・歌・エアリフティング[1]。
- 2017年からEBiDAN研究生の選抜グループBATTLE BOYSとして活動し、2021年3月28日に行われたライブにて同グループ及びEBiDANを卒業。
- 好きな食べ物はりんご・サラダ・ハンバーグ、苦手な食べ物はトマト・きのこ。
- 7人兄弟の長男[3]。次姉は元劇団ハーベスト、現乃木坂46の弓木奈於[3][4]。
- 血液型はAB型。乙女座。靴のサイズは27.5cm。

## 出演

### テレビドラマ
- ユニコーンに乗って 第6話（2022年8月9日、TBS）
- 差出人は、誰ですか? 第5週19話（2022年11月9日、TBS） - 香川 役
- 青春シンデレラ 第5話（2022年11月20日、ABCテレビ / 2022年11月21日、テレビ神奈川） - 内田 役
- 僕たちの校内放送（2023年8月1日 - 22日、フジテレビ） - 生徒 役
- 正直不動産 S2 第6話（2024年2月13日） - 片桐紀一 役

### 映画
- レイルロードの見上げた忘却（2022年2月9日、短編映画） - 主人公・海原晴翔 役

- レジェンド&バタフライ（2023年1月27日）

### バラエティ
- すイエんサー（2016年12月13日、NHK Eテレ）
- 痛快TV スカッとジャパン（2019年1月28日・5月27日・7月29日、フジテレビ）
- MM-TV（2020年8月24日 - 28日、MBS）
- 曽田陵介×田中雅功×弓木大和×吉野主でエンタメティーチイン 前編・後編（2022年4月14日・21日、YouTube）
- 市町村てくてく散歩（2023年4月29日、千葉テレビ）

### 舞台
- FAKE MOTION -卓球の王将- オンライン舞台（朗読劇）（2020年7月21日 - 28日）[5]
- サイキック学園〜青春超能力バトル〜（2021年5月12日 - 16日、東京 / 5月22日・23日、石川） - サッカー村俊輔 役
- キズ絆-KIZUBAN-（2021年6月15日 - 20日、築地本願寺ブディストホール） - 風祭隼人 役
- THRee'S（2021年8月25日 - 31日、シアター1010）※コロナウイルス感染拡大の影響を考慮し中止
- 山田裕太引退記念授業「漢のピリオド.～The Last Stage～」（2021年9月16日 - 20日、CBGKシブゲキ!!） - 杉野くん 役
- ぼくらの七日間戦争（2022年2月2日 - 6日、東京建物 Brillia HALL） - 立石剛 役[6]
- 音楽劇Winnie-the-Pooh！もうひとつのものがたり。（2022年5月5日 - 8日、新宿村LIVE） - 主演・クリストファー・ロビン 役
- 音楽劇『逃げろ!』モーツァルトの台本作者 ロレンツォ・ダ・ポンテ（2023年2月10日 - 12日、キャナルシティ劇場 / 2月17日 - 19日、梅田芸術劇場シアター・ドラマシティ / 2月21日 - 3月1日、新国立劇場中劇場） - バレッラ 役[7]
- 出来損ないと呼ばれた元英雄は、実家から追放されたので好き勝手に生きることにした（2024年3月20日 - 24日、CBGKシブゲキ!!） - ブレット・ヴェストフェルト 役[8]

### CM
- ネオバターロール「2018年春応募キャンペーン」篇（2018年3月 - ）
- 個別指導の秀英PAS｜静岡県 2019夏期講習CM「コツコツダンス高校生」篇
- ABC-MART×UNDER ARMOUR「駆け抜ける青春」篇

### PV
- アルルカン「息の根」
- This is LAST「ポニーテールに揺らされて」
- moon drop「晩夏の証」

## CD
- 山崎育三郎 カバー・アルバム『MIRROR BALL'19』
  - 高校三年生 feat.弓木大和（高校生ラッパーとして参加）